# Lisa Blumen
Lisa Blumen, née le 24 juin 1994 à Roubaix, est une autrice de bande dessinée française.

## Biographie
Elle étudie dans le programme FCIL (Formation Complémentaire d'Initiative Locale) du lycée Corvisart (Lycée du Design Graphique et des métiers du Livre) et est diplômée de l'HEAR.
Ses premières publications sont des albums jeunesses, édités par Kilowatt, Mango Jeunesse ou encore Tom'Poche. Elle collabore aussi à la revue Topo.
Elle participe, pour la 51ème édition du FIBD, à l'exposition Lignes de départ aux côtés de Nina Lechartier, Jérémy Perrodeau et Chloé Wary.

## Publications

### Publications jeunesse
- Trafic à la Fosse aux Griffes, scénario de Véronique Cauchy, Kilowatt, octobre 2017.
- Fanny et la boîte magique, scénario de Rachel Corenblit, Mango Jeunesse, avril 2018.
- Un Crocodile sur mon toît, scénario de Ingrid Chabbert, Kilowatt, mars 2019.
- Gros Ours ?, Tom'Poche, mars 2020.
- La Vérité sur les fantômes, éditions du Rouergue, octobre 2020.
- Livio, hyperhéros, scénario de Marie Lenne-Fouquet, Kilowatt, mai 2021.

### Publications adulte
- Avant l'oubli, L'Employé·e du Moi, juin 2021.
- Astra Nova, L'Employé·e du Moi, mars 2023.
- Sangliers, L'Employé·e du Moi, mai 2025.

## Prix
- Prix Révélation Bande dessinée de l'ADAGP / Quai des Bulles 2022 pour Avant l'oubli [7].
- Prix du Livre Grand Est catégorie bande dessinée et roman graphique 2022 pour Avant l'oubli[8].
- Prix de la meilleure bande dessinée de science-fiction des Utopiales 2023 pour Astra Nova[9].